# Ècole Nationale des Chartes
A Escola Nacional de Cartas (École Nationale des Chartes) é uma grande escola francesa e uma faculdade constituinte da PSL Research University especializada em ciências históricas. Foi fundada em 1821 e foi localizada em primeiro lugar nos Arquivos Nacionais, depois na Sorbonne (5º distrito). Em outubro de 2014, mudou-se para o número 65 da rua de Richelieu, em frente ao sítio Richelieu-Louvois da Biblioteca Nacional da França. 
A escola é administrada pelo Ministério da Educação Nacional, Ensino Superior e Pesquisa. Ele detém o status de "grande estabelecimento". Seus alunos, que são recrutados por meio de concurso e possuem o status de trainee civil, recebem a qualificação de arquivista-paleógrafo após concluir uma tese. Eles, geralmente, seguem carreiras como curadores de patrimônio nos campos de arquivos e visuais, como curadores de bibliotecas ou como professores e pesquisadores nas ciências humanas e sociais. Em 2005, a escola também introduziu mestrados, para os quais os alunos foram recrutados com base em um arquivo de inscrição e, em 2011, doutorados.

## História
A Escola Nacional de Cartas é uma das principais instituições de ensino superior na França. Na vanguarda da pesquisa histórica, cujos métodos ela renovou em profundidade desde a sua fundação em 1821, continuou a acompanhar a progressão dos métodos históricos e a modernização dos negócios de conservação, incluindo as aplicações digitais a esses setores.
Depois de mais de cem anos no coração da Sorbonne desde 1897, a Escola atravessou, em outubro de 2014, uma nova etapa em sua história, instalando-se no local Richelieu, com bibliotecas, museus e galerias, ao lado da Biblioteca Nacional da França, do Instituto Nacional de História da Arte, do Instituto do Patrimônio Nacional, perto da Escola do Louvre, do Ministério da Cultura e do Departamento Interministerial de Arquivos e Arquivos Nacionais do Marais. Desempenha um papel decisivo no coração das instituições patrimoniais.

## A escola em alguns números
- Mais de cem alunos e estudantes (150 em 2016-2017)
- 1 250 euros de salário mensal líquido para funcionários públicos estagiários
- 95% de inserção profissional
- 2 000 auditores a cada ano em educação continuada
- 50 livros publicados por ano (incluindo os de Cths) e publicações eletrônicas